# Одиссей безумствующий
«Одиссей безумствующий» или «Одиссей безумный» — трагедия древнегреческого драматурга Софокла (V век до н. э.) на тему мифов о Троянской войне. Её текст утрачен за исключением нескольких небольших отрывков (фрг. 462—467 Radt).
Главный герой пьесы — царь Итаки Одиссей. Он должен был принять участие в походе ахейцев на Трою в интересах Менелая (мужа Елены, похищенной Парисом), но не хотел надолго оставлять дом и молодую жену. Поэтому, когда на Итаку прибыли ахейские послы, Одиссей притворился сумасшедшим. С помощью хитрой уловки Паламед раскрыл его притворство, и Одиссей присоединился к походу.
Из текста «Одиссея безумствующего» сохранилось только одно двустишие — предположительно часть реплики Менелая или его брата Агамемнона: «Ты знаешь все: я весь свой долг исполнил — // Аргивян речь сжата и коротка».